# Red Cliff
Red Cliff es un pueblo ubicado en el condado de Eagle en el estado estadounidense de Colorado. En el año 2000 tenía una población de 289 habitantes y una densidad poblacional de 481,7 personas por km².

## Geografía
Red Cliff se encuentra ubicada en las coordenadas 39°30′38″N 106°22′24″O / 39.51056, -106.37333.

## Demografía
Según la Oficina del Censo en 2000 los ingresos medios por hogar en la localidad eran de $50,104, y los ingresos medios por familia eran $44,219. Los hombres tenían unos ingresos medios de $35,694 frente a los $30,750 para las mujeres. La renta per cápita para la localidad era de $19,864. Alrededor del 9,8% de la población estaban por debajo del umbral de pobreza.